# Lista de jogos mais vendidos para Nintendo 64

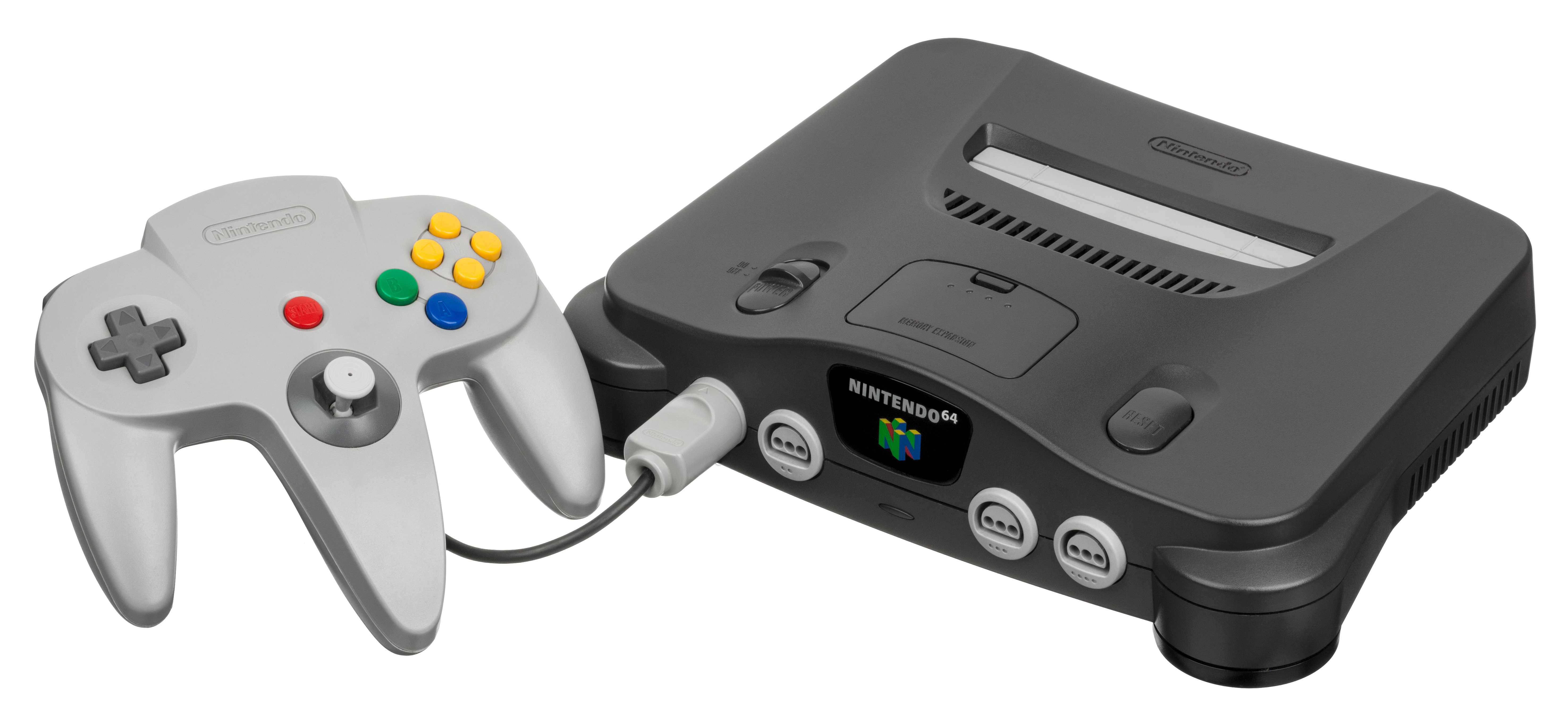
O Nintendo 64 juntamente com seu controle

A lista dos jogos mais vendidos para Nintendo 64 consiste em 45 títulos que renderam 1 milhão ou mais de unidades vendidas. O jogo eletrônico mais vendido para o console Nintendo 64 é Super Mario 64. Lançado pela primeira vez no Japão em 23 de junho de 1996, Super Mario 64 foi um título de lançamento para o console e o primeiro jogo da série Super Mario a usar gráficos tridimensionais. O jogo vendeu quase 12 milhões de unidades em todo o mundo. Mario Kart 64, o segundo da série Mario Kart, é o segundo jogo mais vendido na plataforma, com vendas de mais de 9,8 milhões de cópias. O top 5 dessa lista é completado por GoldenEye 007 da Rare em terceiro, com vendas de pouco mais de 8 milhões de unidades, The Legend of Zelda: Ocarina of Time em quarto lugar, com 7,6 milhões de unidades vendidas em todo o mundo, e Super Smash Bros. em quinto, com vendas de mais de 5,5 milhões de unidades.
Desses 45 jogos, 12 foram desenvolvidos por divisões internas de desenvolvimento da Nintendo. Além disso, a desenvolvedora com os jogos mais vendidos é a Rare, com sete títulos entre os 45 primeiros. A Nintendo publicou 31 desses 45 jogos. Outras editoras com várias entradas vendidas na lista incluem THQ com quatro jogos, Rare com três jogos e Acclaim Entertainment com dois jogos. As franquias mais populares do Nintendo 64 incluem Pokémon com 13,46 milhões de unidades combinadas, The Legend of Zelda com 10,96 milhões de unidades combinadas, Donkey Kong com 10,15 milhões de unidades combinadas e Star Wars com 7,87 milhões de unidades combinadas.

## Lista
| Pos. | Título                               | Vendas     | Desenvolvedora(s)                       | Publicadora(s)        | Lançamento              | Ref.  |
| ---- | ------------------------------------ | ---------- | --------------------------------------- | --------------------- | ----------------------- | ----- |
| 1    | Super Mario 64                       | 11.910.000 | Nintendo EAD                            | Nintendo              | 23 de junho de 1996     | [ 1 ] |
| 2    | Mario Kart 64                        | 9.870.000  | Nintendo EAD                            | Nintendo              | 14 de dezembro de 1996  | [ 1 ] |
| 3    | GoldenEye 007                        | 8.090.000  | Rare                                    | Nintendo              | 25 de agosto de 1997    | [ 2 ] |
| 4    | The Legend of Zelda: Ocarina of Time | 7.600.000  | Nintendo EAD                            | Nintendo              | 21 de novembro de 1998  | [ 3 ] |
| 5    | Super Smash Bros.                    | 5.550.000  | HAL Laboratory                          | Nintendo              | 21 de janeiro de 1999   | [ 4 ] |
| 6    | Pokémon Stadium                      | 5.460.000  | Nintendo EAD                            | Nintendo              | 30 de abril de 1999     | [ 5 ] |
| 7    | Donkey Kong 64                       | 5.270.000  | Rare                                    | Nintendo              | 22 de novembro de 1999  | [ 5 ] |
| 8    | Diddy Kong Racing                    | 4.880.000  | Rare                                    | Rare                  | 14 de novembro de 1997  | [ 5 ] |
| 9    | Star Fox 64                          | 4.000.000  | Nintendo EAD                            | Nintendo              | 27 de abril de 1997     | [ 5 ] |
| 10   | Banjo-Kazooie                        | 3.650.000  | Rare                                    | Nintendo              | 29 de junho de 1998     | [ 5 ] |
| 11   | Pokémon Snap                         | 3.630.000  | HAL Laboratory Pax Softonica            | Nintendo              | 31 de março de 1999     | [ 5 ] |
| 12   | The Legend of Zelda: Majora's Mask   | 3.360.000  | Nintendo EAD                            | Nintendo              | 27 de abril de 2000     | [ 3 ] |
| 13   | Star Wars Episode I: Racer           | 3.100.000  | LucasArts                               | LucasArts             | 30 de abril de 1999     | [ 5 ] |
| 14   | Wave Race 64                         | 2.940.000  | Nintendo EAD                            | Nintendo              | 27 de setembro de 1996  | [ 5 ] |
| 15   | Yoshi's Story                        | 2.850.000  | Nintendo EAD                            | Nintendo              | 21 de dezembro de 1997  | [ 5 ] |
| 16   | Mario Party                          | 2.700.000  | Hudson Soft                             | Nintendo              | 18 de dezembro de 1998  | [ 5 ] |
| 17   | Star Wars: Shadows of the Empire     | 2.600.000  | LucasArts                               | Nintendo              | 3 de dezembro de 1996   | [ 5 ] |
| 18   | Pokémon Stadium 2                    | 2.540.000  | Nintendo EAD                            | Nintendo              | 14 de dezembro de 2000  | [ 5 ] |
| 19   | Perfect Dark                         | 2.520.000  | Rare                                    | Rare                  | 22 de maio de 2000      | [ 5 ] |
| 20   | Mario Party 2                        | 2.480.000  | Hudson Soft                             | Nintendo              | 17 de dezembro de 1999  | [ 5 ] |
| 21   | Mario Tennis                         | 2.320.000  | Camelot Software Planning               | Nintendo              | 21 de julho de 2000     | [ 5 ] |
| 22   | Star Wars: Rogue Squadron            | 2.170.000  | Factor 5 LucasArts                      | Nintendo              | 7 de dezembro de 1998   | [ 5 ] |
| 23   | 1080° Snowboarding                   | 2.030.000  | Nintendo EAD                            | Nintendo              | 8 de fevereiro de 1998  | [ 5 ] |
| 24   | Excitebike 64                        | 2.000.000  | Left Field Productions                  | Nintendo              | 30 de abril de 2000     | [ 6 ] |
| 25   | Mario Party 3                        | 1.910.000  | Hudson Soft                             | Nintendo              | 7 de dezembro de 2000   | [ 5 ] |
| 26   | WCW/nWo Revenge                      | 1.880.000  | AKI Corporation Asmik Ace Entertainment | THQ                   | 26 de outubro de 1998   | [ 7 ] |
| 27   | Hey You, Pikachu!                    | 1.830.000  | Ambrella                                | Nintendo              | 12 de dezembro de 1998  | [ 5 ] |
| 28   | Kirby 64: The Crystal Shards         | 1.770.000  | HAL Laboratory                          | Nintendo              | 24 de março de 2000     | [ 5 ] |
| 29   | Cruis'n USA                          | 1.720.000  | Williams                                | Nintendo              | 3 de dezembro de 1996   | [ 5 ] |
| 30   | Tony Hawk's Pro Skater               | 1.610.000  | Edge of Reality                         | Activision            | 29 de fevereiro de 2000 | [ 7 ] |
| 31   | F-1 World Grand Prix                 | 1.600.000  | Paradigm Entertainment                  | Video System          | 31 de julho de 1998     | [ 5 ] |
| 32   | Turok: Dinosaur Hunter               | 1.500.000  | Iguana Entertainment                    | Acclaim Entertainment | 4 de março de 1997      | [ 8 ] |
| 33   | Banjo-Tooie                          | 1.490.000  | Rare                                    | Nintendo              | 20 de novembro de 2000  | [ 5 ] |
| 34   | Mario Golf                           | 1.470.000  | Camelot Software Planning               | Nintendo              | 11 de junho de 1999     | [ 5 ] |
| 35   | Turok 2: Seeds of Evil               | 1.400.000  | Iguana Entertainment                    | Acclaim Entertainment | 21 de outubro de 1998   | [ 9 ] |
| 36   | Paper Mario                          | 1.370.000  | Intelligent Systems                     | Nintendo              | 11 de agosto de 2000    | [ 5 ] |
| 37   | WCW vs. nWo: World Tour              | 1.300.000  | AKI Corporation Asmik Ace Entertainment | THQ                   | 30 de novembro de 1997  | [ 7 ] |
| 38   | Kobe Bryant in NBA Courtside         | 1.190.000  | Left Field Productions                  | Nintendo              | 27 de abril de 1998     | [ 5 ] |
| 39   | WWF No Mercy                         | 1.190.000  | AKI Corporation Asmik Ace Entertainment | THQ                   | 17 de novembro de 2000  | [ 7 ] |
| 40   | Jet Force Gemini                     | 1.160.000  | Rare                                    | Rare                  | 11 de outubro de 1999   | [ 5 ] |
| 41   | WWF WrestleMania 2000                | 1.140.000  | AKI Corporation Asmik Ace Entertainment | THQ                   | 12 de outubro de 1999   | [ 7 ] |
| 42   | Pilotwings 64                        | 1.120.000  | Nintendo R&D3 Paradigm Entertainment    | Nintendo              | 23 de junho de 1996     | [ 5 ] |
| 43   | F-Zero X                             | 1.100.000  | Nintendo EAD                            | Nintendo              | 14 de julho de 1998     | [ 5 ] |
| 44   | 007: The World Is Not Enough         | 1.080.000  | Eurocom                                 | Electronic Arts       | 17 de outubro de 2000   | [ 7 ] |
| 45   | Namco Museum 64                      | 1.040.000  | Mass Media Games                        | Namco                 | 31 de outubro de 1999   | [ 7 ] |